# Klett Gruppe

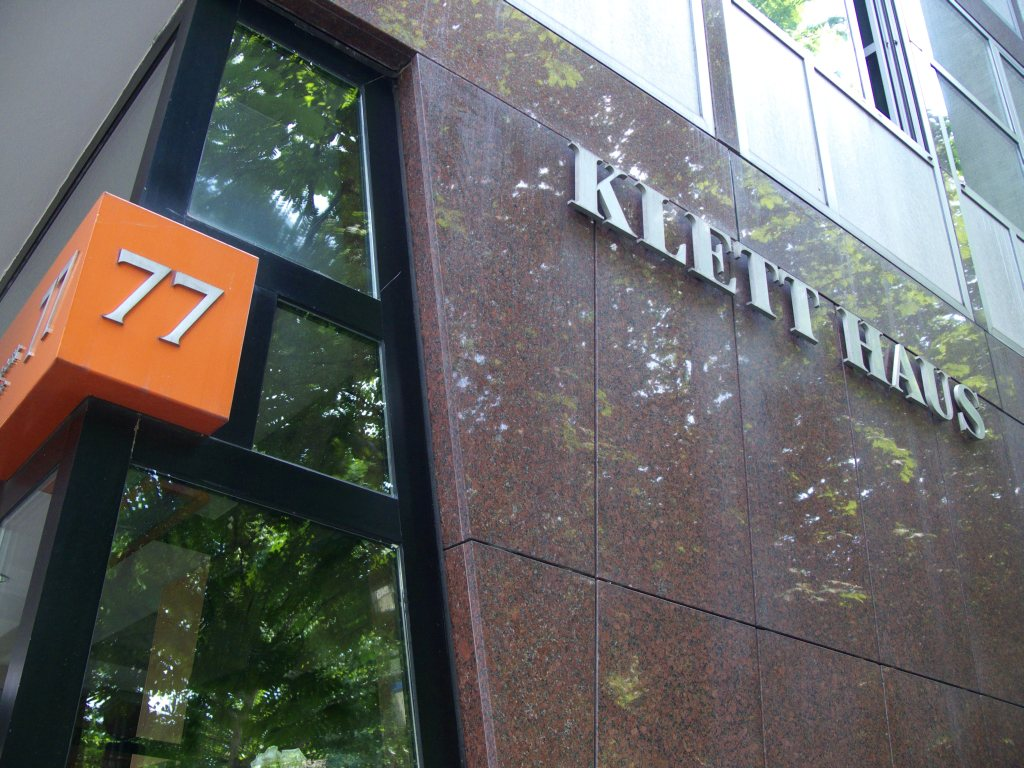
Das Klett-Haus in Stuttgart

Die Ernst Klett Aktiengesellschaft (Eigenschreibung: Klett Gruppe) ist eine Aktiengesellschaft in Deutschland, die als Holdinggesellschaft für die Teilunternehmen agiert.
Zur Klett Gruppe zählt unter anderem der Ernst Klett Verlag als einer der größten deutschen Bildungsverlage.
Die Gruppe ist 2024 international in 24 Ländern mit über 10.800 Mitarbeitern vertreten. Die Mitarbeiter in den Unternehmen der Gruppe erwirtschafteten im Jahr 2024 einen Umsatz von 1.201,1 Millionen Euro. Im Ranking der größten deutschen Verlage stand die Klett Gruppe 2023 auf dem dritten Platz hinter der Haufe-Gruppe und Springer Nature.

## Geschichte
Die Ursprünge der Gruppe gehen zurück auf das Jahr 1897. Ernst Klett der Ältere übernahm in diesem Jahr die 1844 gegründete Königliche Hofbuchdruckerei zu Guttenberg. Der Schwerpunkt des Unternehmens lag damals auf der Druckerei. Außerdem gab es eine kleine Werbefirma – das Stuttgarter Plakatanschlagsinstitut – sowie einen kleinen, in erster Linie musikwissenschaftlichen Verlag. Bereits im Frühjahr 1900 bezog das junge Unternehmen das Hinterhofgebäude in der Stuttgarter Rotebühlstraße 77, wo sich auch heute noch der Stammsitz des Unternehmens befindet.
1921 trat Fritz Klett in den Betrieb ein und kümmerte sich vor allem um die Bereiche Druckerei und Plakatanschlag. In den 1920er-Jahren erschienen die ersten Schulbücher für den württembergischen Raum – in Kooperation mit anderen kleinen Verlagen. 1936 trat auch Ernst Klett der Jüngere in das Unternehmen ein und beschäftigte sich vorrangig mit den Verlagsgeschäften. Der Schwerpunkt der Verlagsgeschäfte verschob sich von Musikwissenschaft zu Belletristik und Sachbüchern. Während des Zweiten Weltkriegs lagen die Verlagsgeschäfte zum größten Teil brach. Die Betriebsgebäude in der Rotebühlstraße wurden nur geringfügig zerstört.
Für die Wiederaufnahme der Verlags- und Druckereigeschäfte nach Kriegsende erhielt Klett 1945 die Lizenz der Alliierten. Nun konnten – auch durch die Integration verschiedener Mitarbeiter des Teubner’schen Verlagshauses und der von ihnen mitgebrachten Schulbuchlizenzen – in ganz Deutschland Schulbücher unter dem Namen Ernst Klett Verlag vertrieben werden. Der schöngeistige Verlagsteil wurde um Werke zur Psychoanalyse ergänzt.1953 trat nach dem Unfalltod Fritz Kletts sein Sohn Roland in das Unternehmen ein und kümmerte sich um Druckerei und Werbefirma. In den 50er- und 60er-Jahren wuchs das Unternehmen Klett vor allem im Schulbuchbereich. Die Anzahl der Mitarbeiter verzehnfachte sich nahezu. Die Druckerei verließ das Areal in der Rotebühlstraße und zog nach Korb.
1969 wurde Michael Klett, der älteste Sohn von Ernst Klett d. J., Gesellschafter und Mitglied der Geschäftsleitung. 1976 übernahm er die Verlagsleitung. Sein jüngerer Bruder Thomas Klett (1944–2023) wurde 1973 Gesellschafter und Mitglied der Geschäftsleitung. In dieser Zeit fielen erste Druckereikrisen und rückläufige Schülerzahlen. Durch Zukäufe (Axel Andersson Akademie – heute Hamburger Akademie für Fernstudien), Beteiligungen (Friedrich Verlag, Esslinger Verlag) bzw. Neugründungen (PONS) expandierte Klett in den 1970er- und 1980er-Jahren aber dennoch weiter. Der allgemeine Verlag mit seinem Belletristik-, Sach- und Fachbuchprogramm firmiert seit 1977 unter dem Namen Klett-Cotta. Vom traditionellen Standbein, der Klett-Druckerei, trennte sich Klett im Jahr 1989.
Die erste Zweigniederlassung eines westdeutschen Verlags in den neuen Bundesländern wurde 1990 mit dem Ernst Klett Verlag Leipzig gegründet. 1992 wurde der VEB Hermann Haack Geographisch-Kartographische Anstalt Gotha übernommen und unter seinem historischen Namen Justus Perthes weitergeführt.
Mit der Umwandlung in eine Aktiengesellschaft wurden 1995 die Geschäftsfelder neu strukturiert und weitere Beteiligungen übernommen. In den 90er-Jahren engagierte sich Klett verstärkt im Ausland – in der Schweiz, Österreich, Spanien, Polen, Rumänien, Bulgarien, Tschechien, Ungarn, Slowakei, die Länder des ehemaligen Jugoslawiens und Frankreich. Zudem gründete das Unternehmen 1994 die Deutsche Weiterbildungsgesellschaft (DWG) und baute in ihrem Rahmen den Bereich der Fern- und Fernhochschulen aus. Im Jahr 2016 erwarb Klett außerdem die Präsenzhochschulen Cologne Business School (CBS) und die Europäische Fachhochschule (EUFH). Klett wuchs zu einer Unternehmensgruppe mit diversen Geschäftsbereichen heran. Heute ist die Klett Gruppe der größte private Anbieter für Weiterbildung im deutschsprachigen Markt. Seit über zehn Jahren betreibt die Klett Gruppe auch Kinderkrippen und Schulen.
Per 1. Januar 2019 übernahm die Klett Gruppe die Kalaidos Bildungsgruppe Schweiz mit Sitz in der Schweiz. Zuvor besaß die Klett Gruppe eine Minderheitsbeteiligung am größten privaten Schweizer Bildungsanbieter.
Seit 2013 gehört der Bereich Sprachen lernen von Langenscheidt – insbesondere Deutsch als Fremd- und Zweitsprache – zu Ernst Klett Sprachen. 2019 wurde dann auch das Wörterbuchprogramm übernommen und an PONS angegliedert. Der Bildungsmedienverlag heißt seitdem PONS-Langenscheidt.
Die Unternehmensgruppe Klett ist ein führendes Bildungsunternehmen in Europa und international in 24 Ländern vertreten. Das Angebot umfasst klassische und moderne Bildungsmedien für den Schulalltag sowie die Unterrichtsvorbereitung, Fachliteratur und Schöne Literatur. Darüber hinaus betreibt die Klett Gruppe zahlreiche Bildungseinrichtungen von Kindertagesstätten über Schulen bis hin zu Fernschulen, Fernfach- und Präsenzhochschulen. Seit 2022 hat sich die Klett Gruppe das Ziel gesetzt, Bildung für nachhaltige Entwicklung als lebenslangen Lernprozess systematisch und dauerhaft in möglichst all ihren Bildungsangeboten, Lehrmaterialien und Einrichtungen zu verankern – damit Lernende befähigt werden, ihr eigenes Handeln in globalen Zusammenhängen zu reflektieren und verantwortungsvolle Entscheidungen für eine nachhaltige Zukunft zu treffen.
Das Familienunternehmen wird als Aktiengesellschaft von seinen Vorstandsmitgliedern Christian Döttinger, Philipp Haußmann, Lothar Kleiner und Dr. David Klett geleitet. Mit Philipp Haußmann und David Klett ist die vierte Generation der Unternehmerfamilie Klett vertreten.

## Transformation des Klett-Areals
Seit April 2024 modernisiert die Klett Gruppe ihren Stammsitz am Feuersee im Stuttgarter Westen. Grundlage der Neugestaltung ist der Entwurf des Berliner Architekturbüros Bruno Fioretti Marquez, der den historischen Bestand bewahrt und behutsam weiterentwickelt. Der Umbau, der vier Jahre dauern wird, betrifft acht der 17 Unternehmensgebäude des historisch gewachsenen Klett Areals.
Die Klett Gruppe setzt auf Nachhaltigkeit, indem sie Materialien wiederverwendet, Flächen entsiegelt und das Areal begrünt. Dieses Engagement für Nachhaltigkeit und den Erhalt historischer Gebäude überzeugte die Internationale Bauausstellung 2027 (IBAʼ27), die die Transformation des Klett Areals in ihr Projektportfolio aufnahm. Die Modernisierung wird nach der Methode der Integrierten Projektabwicklung (IPA) umgesetzt, um durch enge Zusammenarbeit und transparente Kommunikation eine effiziente und kostensparende Fertigstellung zu gewährleisten.

## Geschäftsbereiche
Die einzelnen Geschäftsfelder der Gruppe gliedern sich in folgende Hauptbereiche: Verlage und Bildungsmedien, Erwachsenen- und Weiterbildung sowie Kindertagesstätten und Schulen. Der größte Geschäftsbereich sind die Bildungsmedienverlage, mit einem Umsatzanteil von 49,4 % im Jahr 2023. An zweiter Stelle folgen Kindertagesstätten und Schulen mit 31,8 %. Drittgrößter Umsatzanteil ist der Bereich Erwachsenen- und Weiterbildung mit einem Anteil von 16,8 %.

### Bildungsmedien im deutschsprachigen Raum
- AAP Lehrerwelt, Hamburg
- C. Bange Verlag, Hollfeld
- Dr. Josef Raabe Verlag, Stuttgart
- Klett EduLabs, Köln
- elk Verlag AG, Winterthur/Schweiz
- Ernst Klett Verlag, Stuttgart
- Friedrich Verlag, Hannover
- Jungösterreich Zeitschriftenverlag, Innsbruck/Österreich
- Klett Kita, Stuttgart
- Klett MEX, Stuttgart
- Klett und Balmer, Baar/Schweiz
- meinUnterricht, Berlin
- Meister Cody, Düsseldorf
- Österreichischer Bundesverlag, Wien/Österreich

### Bildungsmedien in Europa
- AdminSoft, Sofia/Bulgarien
- AdminSoftPlus, Sofia/Bulgarien
- Baltos lankos Klett, Vilnius/Litauen
- Dječji vrtić Čigra, Zagreb/Kroatien
- Dr. Josef Raabe Slovensko, Bratislava/Slowakei
- Expol Pedagogika, Bratislava/Slowakei
- Klett Bulgaria, Sofia/Bulgarien
- Klett Hellas, Alimos/Griechenland
- Klett Izdavačka kucá Freska, Belgrad/Serbien
- Klett Latvia, Riga/Lettland
- Klett nakladatelstvi, Prag/Tschechien
- Klett Polska, Posen/Polen
- Modrijan izobraževanje, Ljubljana/Slowenien
- Nakladatelství Fraus, Pilsen/Tschechien
- Fraus Media, Pilsen/Tschechien
- Nakladatelství Dr. Josef Raabe, Prag/Tschechien
- Novi Logos, Belgrad/Serbien
- Profil Klett, Zagreb/Kroatien
- RAABE Bulgaria, Sofia/Bulgarien
- RAABE Klett Oktatási Tanácsadó és Kiadó, Budapest/Ungarn
- Studeo, Helsinki/Finnland
- ThiemeMeulenhoff, Amersfoort/Niederlande
- TRISET, Zagreb/Kroatien
- Uitgeverij Zwijsen Belgie, Antwerpen/Belgien
- Uitgeverij Zwijsen, Tilburg/Niederlande
- Zalozba Rokus Klett, Ljubljana/Slowenien

### Fremdsprachenverlage
- Art Klett, Bukarest/Rumänien
- Difusión Centro de Investigación y Publicaciones de Idiomas, Barcelona/Spanien
- Éditions Maison des Langues, Paris/Frankreich
- Ernst Klett Sprachen GmbH, Stuttgart
- Klett World Languages, Chicago/USA
- Klett World Languages, Calgary/Kanada
- PONS Langenscheidt GmbH, Stuttgart
  - Laniqo, Posen/Polen
- Uitgeverij Talenland, Amsterdam/Niederlande

### Erwachsenen- und Weiterbildung
Die Unternehmen der Klett Gruppe im Bereich Erwachsenen- und Weiterbildung:
- APOLLON Hochschule der Gesundheitswirtschaft, Bremen
- CBS Cologne Business School, Köln
- Deutsche Weiterbildungsgesellschaft, Stuttgart
- Europäische Fachhochschule GmbH, Köln
- Medica-Akademie, Rostock
- Europäische Fernhochschule Hamburg GmbH
- Fernakademie für Erwachsenenbildung GmbH, Hamburg
- Hamburger Akademie für Fernstudien GmbH, Hamburg[11]
- ILS Institut für Lernsysteme, Hamburg
- Klett Corporate Education, Stuttgart
- Studiengemeinschaft Werner Kamprath Darmstadt GmbH, Darmstadt

### Kalaidos Bildungsgruppe Schweiz
- AKAD Business, Zürich/Schweiz
- AKAD College, Zürich/Schweiz
- Compendio Bildungsmedien, Zürich/Schweiz
- Edubase, Zürich/Schweiz
- Edubook, Merenschwand/Schweiz
- Edupartner, Zürich/Schweiz
- Kalaidos Banking + Finance School, Zürich/Schweiz
- Kalaidos Bildungsgruppe, Zürich/Schweiz
- Kalaidos Fachhochschule, Zürich/Schweiz
- Kalaidos Holding, Zürich/Schweiz
- Kalaidos ICT, Zürich/Schweiz
- kiana group, Oberägeri/Schweiz
- KS kaderschulen St. Gallen – Zürich – Basel, St. Gallen/Schweiz
- Limania Schulen, Zürich/Schweiz
- Minerva Schweiz, Zürich/Schweiz
- Schweizerisches Treuhand-Institut, Zürich/Schweiz
- SfG Schule für Gesundheitsberufe, Zürich/Schweiz
- WISS Schulen für Wirtschaft Informatik Immobilien, St. Gallen/Schweiz
- ZLS Zurich Law School, Zürich/Schweiz

### Publikumsverlage
Zu den Publikumsverlagen der Klett Gruppe zählen:
- Junfermann Verlag GmbH, Paderborn
- Klett-Cotta Verlag, Stuttgart

### Kindertagesstätten und Schulen
- BEST-Sabel-Bildungszentrum, Berlin
- Galileo Bildungshaus, Stuttgart
- Kinderzentren Kunterbunt, Nürnberg
- Seepferdchen Kita, München
- SIS Swiss International School, Stuttgart/Deutschland, Zürich/Schweiz, Rio de Janeiro/Brasilien, Mailand/Italien
- Villa Luna Kindertagesstätten, Stolberg
- Réseau Montessori 21, Aubervilliers/Frankreich

### Dienstleistung, Logistik und Vertrieb
- Balmer Bücherdienst (BBD), Einsiedeln/Schweiz
- Careloop, Berlin
- Klett EDU, Stuttgart
- Klett Zentrale Dienste, Stuttgart
- Lieblingsshop, Wiesbaden
- Stuttgarter Verlagskontor (SVK), Stuttgart